# Боже-ан-Анжу
Боже́-ан-Анжу́ (фр. Baugé-en-Anjou) — муніципалітет у Франції, у регіоні Пеї-де-ла-Луар, департамент Мен і Луара. Населення — 6187 осіб (2009).
Муніципалітет розташований на відстані близько 230 км на південний захід від Парижа, 130 км на схід від Нанта, 50 км на схід від Анже.

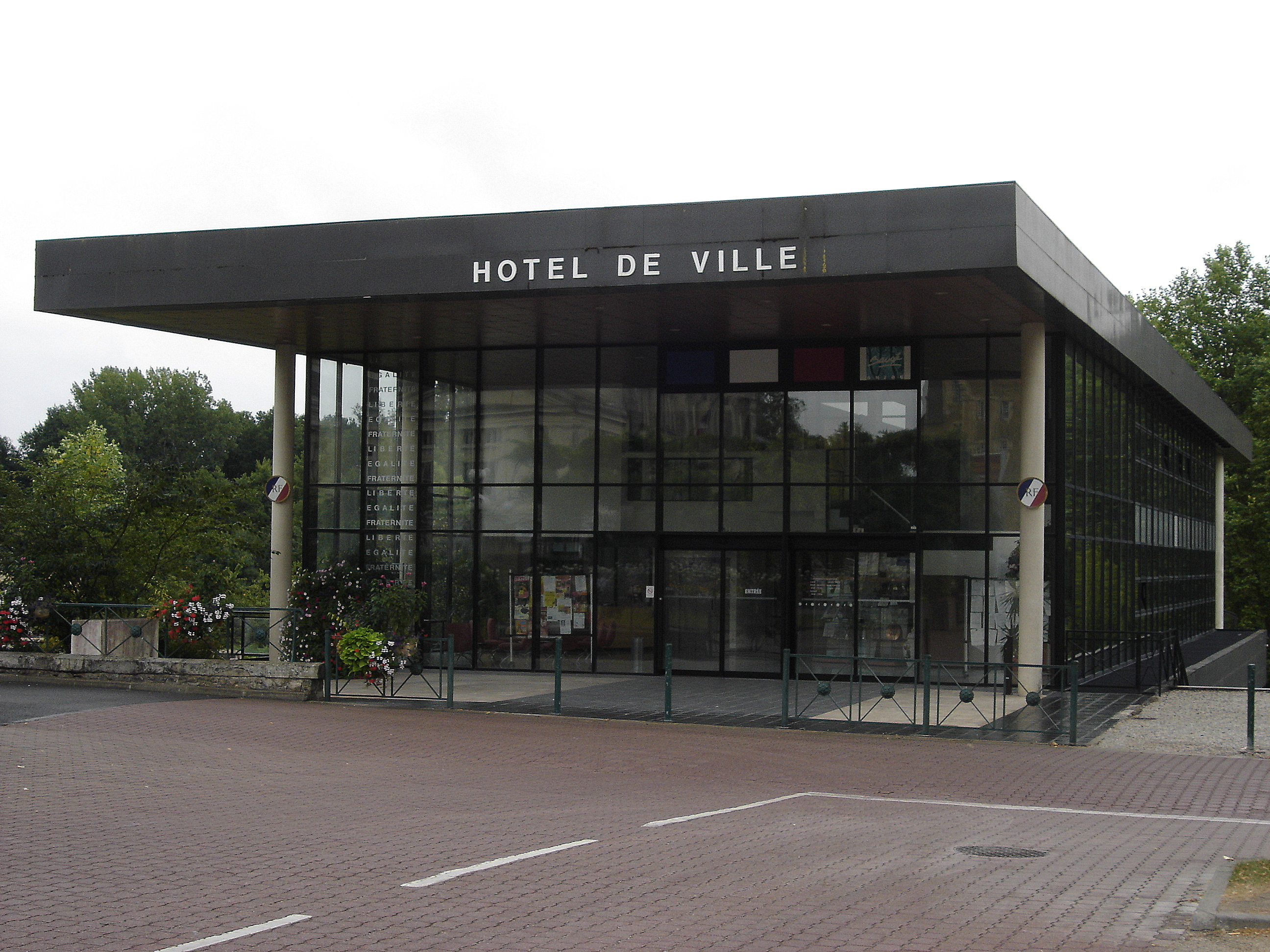
Міська мерія

## Історія
Муніципалітет Боже-ан-Анжу утворений 1 січня 2013 року об'єднанням муніципалітетів Боже, Монполлен, Понтіньє, Сен-Мартен-д'Арсе та Ле-В'єй-Боже. Ініціатива створення належить мерам цих п'яти муніципалітетів та була підтверджена спільним голосуванням місцевих депутатів 8 березня 2012 року, де її підтримали 84% депутатів п'яти місцевих рад.
1 січня 2016 року до Боже-ан-Анжу приєднали колишні муніципалітети Босе, Шартрене, Шевіре-ле-Руж, Кле-Валь-д'Анжу, Кюон, Ешміре, Фужере, Ле-Геденйо і Сен-Кантен-ле-Борепер.

## Демографія
Згідно з переписом населення 2009 року, в населених пунктах, які утворили Боже-ан-Анжу, проживали 6187 осіб.

## Галерея зображень

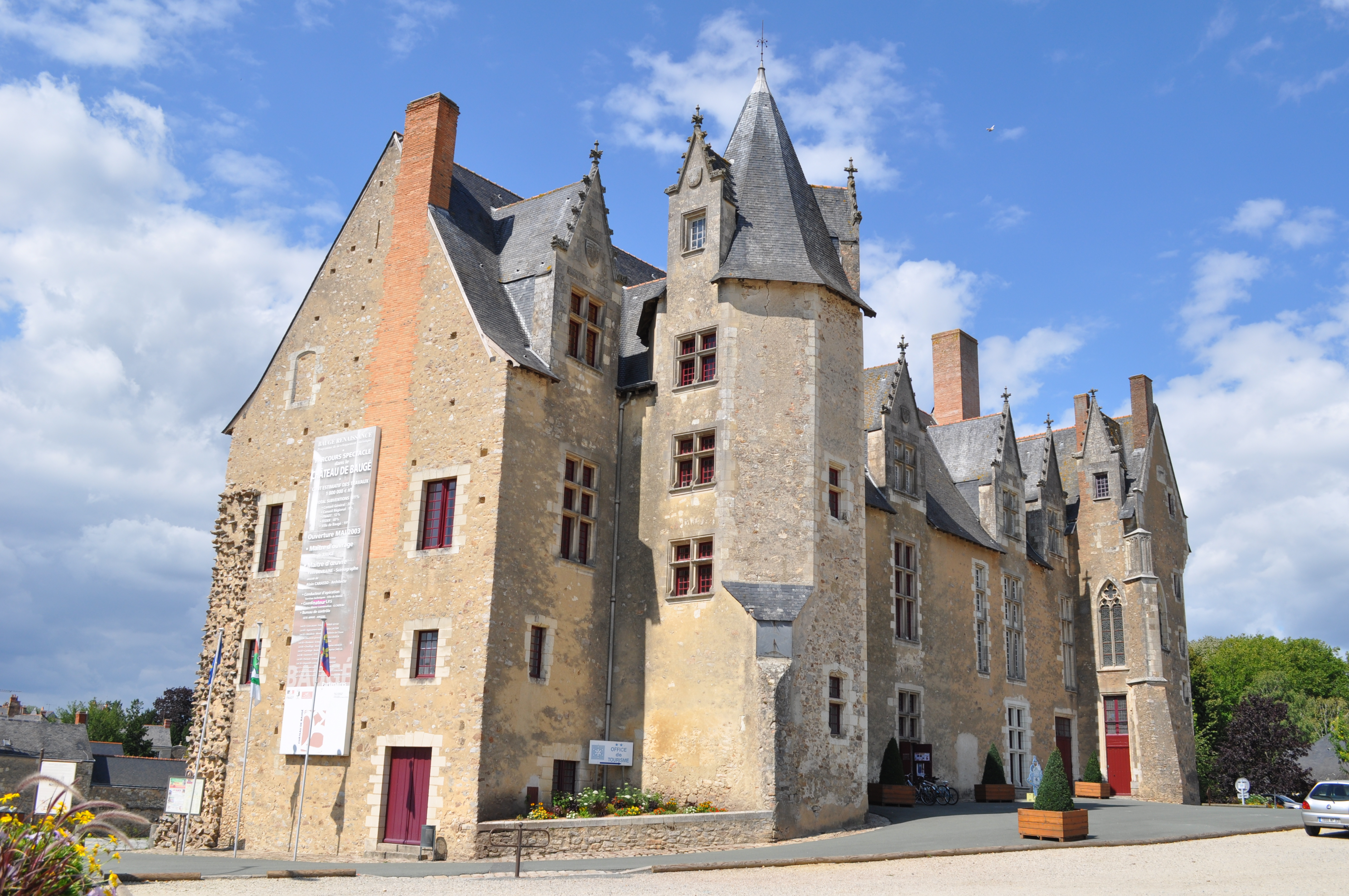
Замок у Боже
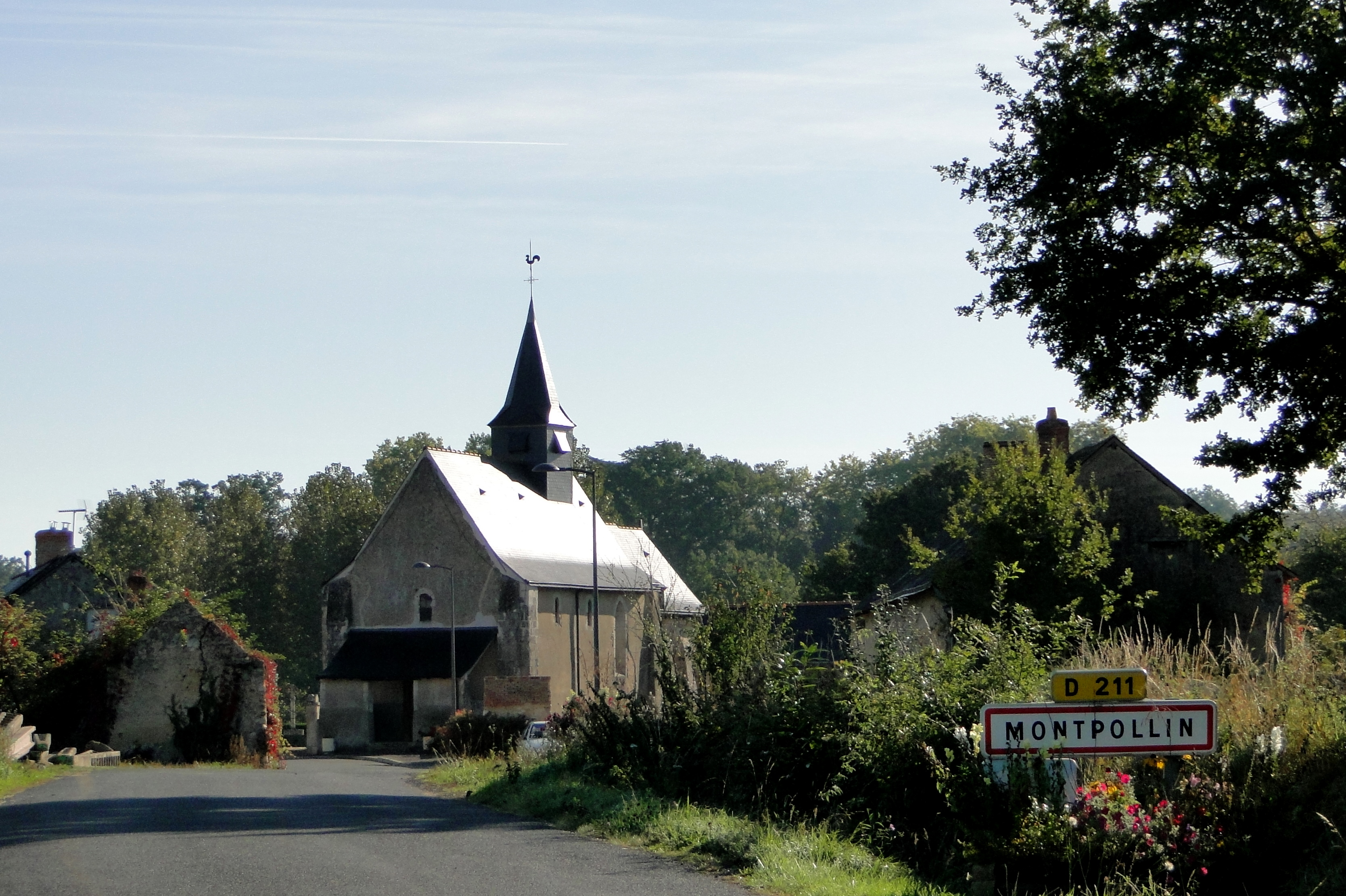
В'їзд у Монполлен
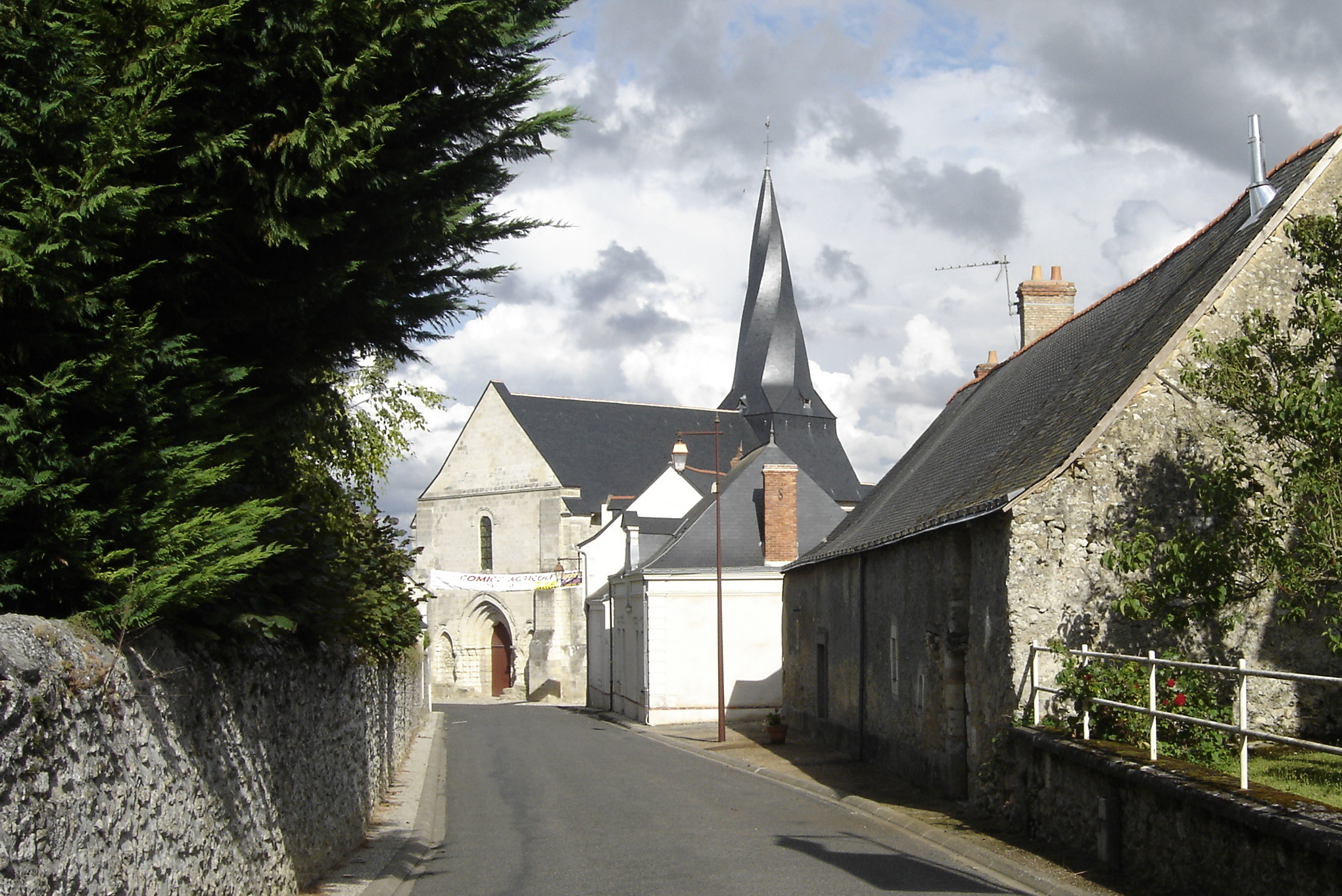
Центр Понтіньє
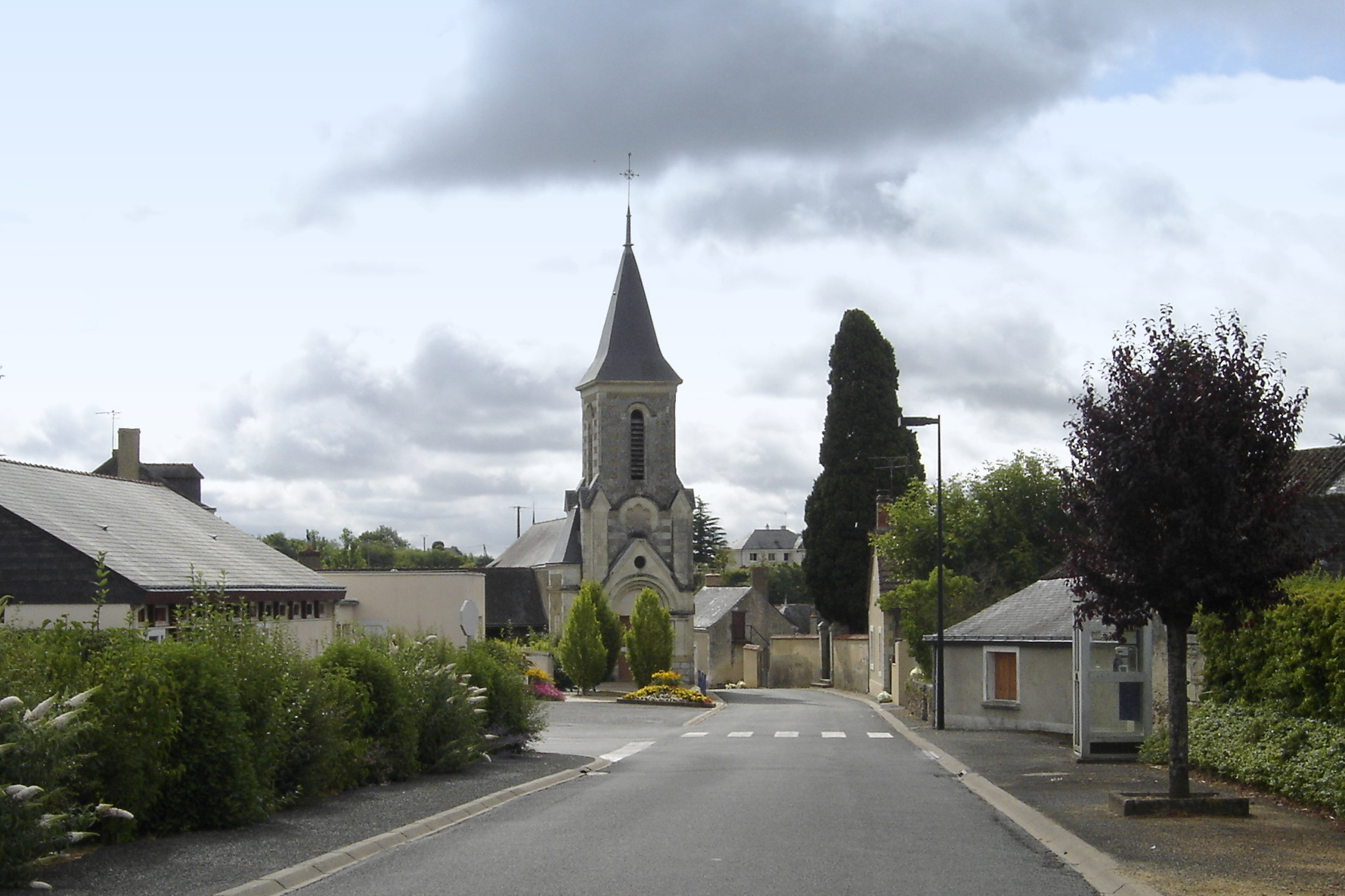
Вид на церкву Сен-Мартен-д'Арсе
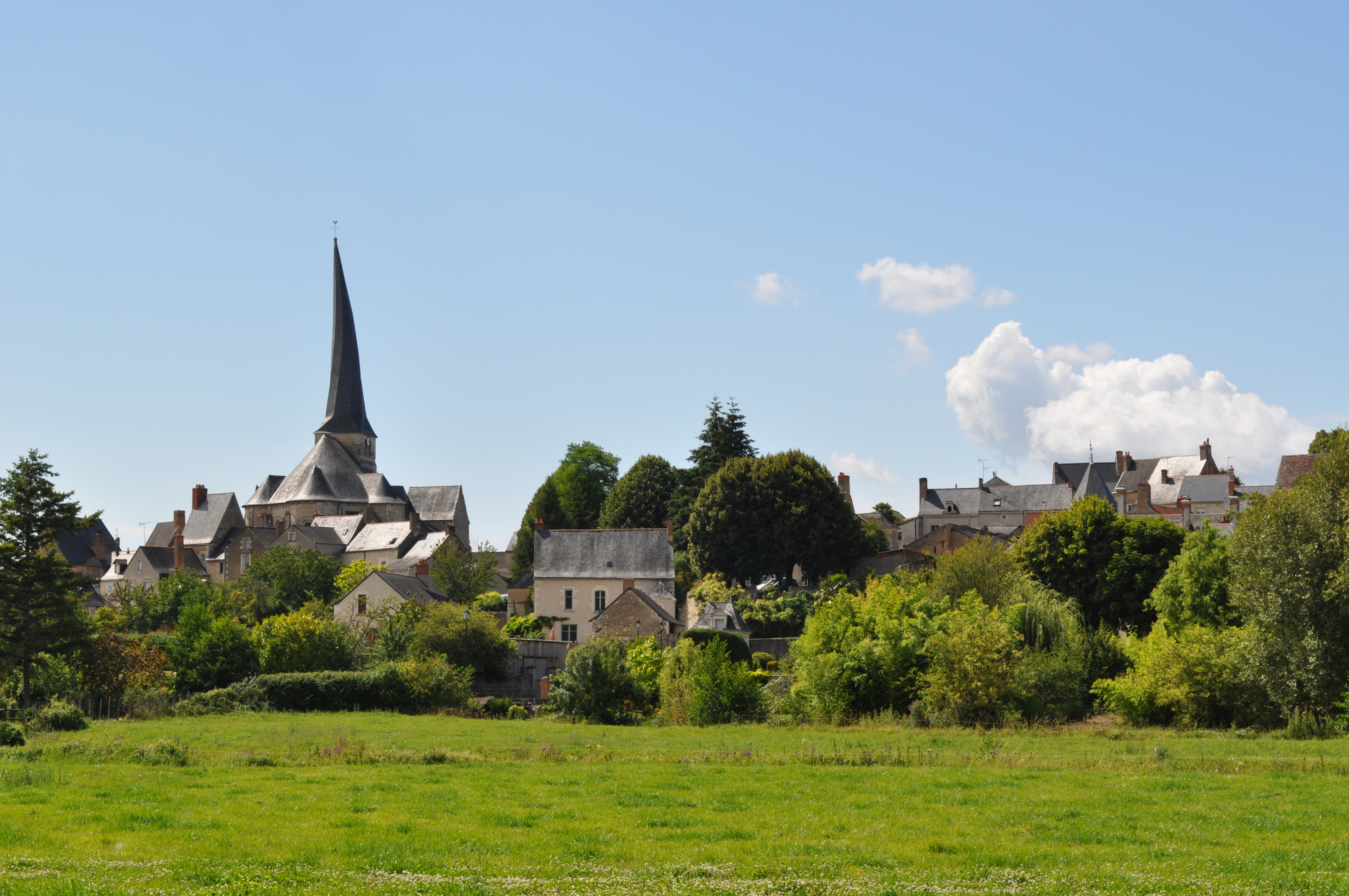
Панорама Ле-В'єй-Боже